# Lille mellemklassebil
En lille mellemklassebil (Bilsegment C) er en bil som er større end en minibil, men mindre end en stor mellemklassebil. 
De to mest solgte biler i verden, Volkswagen Golf og Toyota Corolla, tilhører den lille mellemklasse. Den lille mellemklasse blev grundlagt af Volkswagen Golf I i 1974, og kaldes derfor også Golfklassen.
Næsten alle bilmodeller i den lille mellemklasse i dag har forhjulstræk, mens flere fås med firehjulstræk som ekstraudstyr. Eneste undtagelse er BMW 1-serien, som har baghjulstræk.

## Aktuelle modeller
- Alfa Romeo Giulietta
- Audi A3
- BMW 1-serie
- Chevrolet Cruze
- Citroën C4
- Citroën DS4
- Dacia Logan
- Fiat Bravo
- Ford Focus
- Honda Civic
- Hyundai i30
- Kia cee'd
- Lexus CT
- Lancia Delta
- Mazda3
- Mercedes-Benz A-klasse
- Mitsubishi Lancer
- Nissan Leaf
- Opel Astra J
- Peugeot 308
- Renault Mégane
- SEAT Leon III
- Škoda Rapid
- Subaru Impreza
- Suzuki SX4
- Toyota Auris
- Toyota Prius
- Volvo V40
- VW Golf VIII